# アフロ・ロック
アフロ・ロック (Afro rock) は、1960年代後半から1970年代初頭に、レミ・カバカ、モノモノ、オシビサ、BLO などによって開拓された音楽のジャンルである。

## 概要
西洋の弦楽器（エレクトリック・ギターやベース）や、ギターエフェクトを多用するスタイルとなっている。このジャンルは、シンセサイザーやオルガンなどの楽器に重点を置いた、西洋の和音の構造と進行（主にマイナー）に基づいている。音楽のリズム・セクションは西洋のトラップ・セットだが、他の特徴的なアフリカおよびアフロ・キューバンの音楽要素は、異なるリズム・セクション（コンガ、クラベス、シェケル、ベル、笛など）によるものである。ヴォーカル・スタイルは、アフリカ言語と、アメリカ、イギリス英語の誘導になっている。他のバンドにアサガイやデーモン・ファズらがいた。

## 主なアフロ・ロック・バンド
- アサガイ (Assagai)
- オシビサ (Osibisa)
- ラファイエット・アフロ・ロック・バンド
- デーモン・ファズ (Demon Fuzz)
- アーバン・シャーマンズ (Urban Shamans)
- クレイロックス (Clayrocksu)
- サード・ワールド (Third World) 、ジャマイカのバンドとは異なる。※アルバム『Aiye-Keta』を発表したレミ・カバカ、アブドゥル・ラシシ・アマオ、スティーヴ・ウィンウッドによる3ピース・バンド
- アフロソニックス (Afrosonics) [7]